# Lindomar Rocha Mota
Lindomar Rocha Mota (ur. 20 listopada 1971 w Arataca) – brazylijski duchowny katolicki, biskup São Luís de Montes Belos od 2020.

## Życiorys
26 lipca 1998 otrzymał święcenia kapłańskie i został inkardynowany do archidiecezji Diamantina. Przez kilka lat pracował w archidiecezjalnych seminariach duchownych. W 2008 został proboszczem w São José da Lagoa, a od 2013 pracował w parafiach w Curvelo.
22 stycznia 2020 papież Franciszek mianował go biskupem diecezji São Luís de Montes Belos. Sakry udzielił mu 14 marca 2020 arcybiskup Darci José Nicioli.